# Maurus Haberhauer
Maurus Haberhauer, vlastním jménem Josef František, psán také Habelhauer (13. března 1746 Svitavy – 18. února 1799 Rajhrad) byl český řádový skladatel a hudební pedagog.

## Život
Vystudoval jezuitské gymnázium v Brně. Po dokončení studií v roce 1763 vstoupil do řádu benediktínů a stal se mnichem a varhaníkem v klášteře v Rajhradě. V letech 1778–1783 byl ředitelem kůru. Významně se zasloužil o rozkvět rajhradské hudební kultury. Kromě svých vlastních skladeb pořizoval do rajhradské hudební sbírky soudobé symfonie Christiana Cannabicha, Karla Ditters von Dittersdorfa, Josepha Haydna, Georga Melchiora Hoffmanna, Jana Křtitele Vaňhala či Georga Christopha Wagenseila. K zvláště oblíbeným dílům patřily skladby Karla Ditterse. Za jeho působení byla uváděna i díla italských autorů včetně operních árií vrcholných skladatelů jako byli Niccolò Jommelli, Tommaso Traetta, Antonio Mazzoni, Baldassare Galuppi, Antonio Sacchini.
Pečoval rovněž o soudobou chrámovou produkci. Kromě vlastních skladeb zazněla jeho zásluhou v Rajhradě díla Josepha Haydna nebo moteta Tobiase Michaela.
Haberhauer působil rovněž jako učitel skladby. Jeho nejznámějším žákem byl Wenzel Müller.

## Dílo
Byl velmi plodný skladatel. Zkomponoval na 50 mší a mnoho dalších církevních i světských skladeb. Jeho oblíbeným nástrojem byl anglický roh, pro který napsal i koncert s orchestrem. Skladby se dochovaly nejen v rajhradském klášteře, ale i v Brně, ve Vyškově a ve Znojmě.